# Стюардесса по имени Жанна
«Стюардесса по имени Жанна» — популярная песня автора-исполнителя Владимира Преснякова — младшего, появившаяся на свет в 1992 году, сочинённая самим Володей Пресняковым и поэтом Ильёй Резником, исполненная автором.
Песня «Стюардесса по имени Жанна» записана в том же 1992 году.

## История создания
Жанна Константиновская — именно та стюардесса, о которой сочинена известная песня. Это реальный бортпроводник, работавший на авиарейсах авиакомпании «Московские воздушные линии».
Однажды молодой музыкант Владимир Пресняков летел на гастроли и, увидев работницу авиакомпании, невольно сочинил: «Стюардесса по имени Жанна обожаема и желанна». Затем поэт И. Резник развил эту тему. Когда окружающие обратили внимание Жанны на новую оригинальную музыкальную композицию, та «пропустила это мимо ушей», решив, что шутят, но потом случайно песню услышала. «Надо же, думаю, песня обо мне. Как это мило!»
По наброскам Преснякова поэт Резник за сутки написал слова. Владимир считал, что получится лирическая композиция, но вышла композиция в сочетании с рок-н-роллом. На этой песне авторам не удалось заработать, пиратские копии разлетелись по стране мгновенно. О Жанне до сих пор поют различные вокалисты.

## Интересные факты
- Через два года после начала вещания в нашей стране радиостанции «Европа Плюс» зазвучала первая песня на русском языке. Это была «Стюардесса по имени Жанна» Владимира Преснякова[3].
- Музыкальная тема (вступление к песне) впервые была использована в фильме «Выше радуги».
- В фильме «Сердца трёх» вступление к «стюардессе по имени Жанна» напевает герой Дмитрия Харатьяна (перед знакомством с героем в исполнении С.Жигунова), а затем С.Жигунов, сидящий в самолёте.
- Также песня «Стюардесса по имени Жанна» прозвучала в фильме «Брат 2», когда украинская мафия шла убивать брата Данилы.